# خورشهابی
خورشهابی، بندری است از توابع بخش دلوار در شهرستان تنگستان استان بوشهر ایران.

## جمعیت
بر اساس سرشماری رسمی در سال ۱۳۹۵ آمار جمعیت بندر خورشهابی ۱۴۴۴نفر می‌باشد بر همین اساس در سال ۱۳۸۵ آمار جمعیت آن ۱۱۳۰نفر (۲۶۵خانوار) بوده‌است.

## وجه تسميه
خورشهابی در اصل از دو کلمه خور+ شهابی تشکیل شده است.
در زمان قدیم در ضلع شمال غربی روستا و در محل اتصال دریا و خشکی یک بریدگی به نام خور بوده که در اثر جذر و مد دریا آب آن‌ پر و خالی می‌شده است. اثر آن هنوز هم وجود دارد.
در اطراف این خور چند اصله درخت خرمای تنومند به نام شهابی رشد کرده بوده که صیادان برجی‌ها و ملوانان، قایقهای بادبانی خود را به آن می‌بستند تا از خطرات طبیعی مثل طوفان مصون بمانند. بنابراین در آن زمان که اسکله‌ای وجود نداشته، این نقطه بدلیل عمق مناسب آب و وجود طبیعی خور و درخت شهابی نقش مهمی در صیادی و تجارت ایفا می‌نموده است.

## اشخاص برجسته
در دوران جنگ رئیسعلی دلواری با انگلیسی ها، ناخدا عباس حاج خداداد درویشی از ساکنین بندر خورشهابی، از طریق مرزهای آبی به نیروهای رئیسعلی، اسلحه و سایر ملزومات جنگی می فرستاد، بطوری که نیروهای انگلیسی بندر خورشهاب را گلوله‌باران نموده و ناخدا عباس حاج خداداد درویشی ناگزیر از نقطه‌ای بین سالم‌آباد و کری این کار را ادامه داد و مجدداً این روستاها نیز گلوله‌باران شده‌اند. آثار این گلوله‌ها تا اوایل انقلاب اسلامی در اکثر خانه‌ها وجود داشت، ولی بعد از انفجاری که حادث شد، جمع آوری و در آب دریا معدوم گردید.
بزرگان بندر خورشهابی از قدیم دارای مراوداتی با شیوخ بحرین بودند و از آخرین نسل از ناخداهای برجسته این بندر می توان به حاج محمود درویشی اشاره کرد که برد مسافتی سفرهای دریایی ایشان تا هند و همچنین زنگبار واقع در شرق افریقا می بوده است. اهمیت کار این ناخداها در این بود که با لنج های قدیمی و علوم مسیریابی محلی به سفرهای دریایی طولانی مدت می رفتند.
شخصیت برجسته مذهبی و معاصر بندر خورشهاب سید موسی ابطحی است. سيد موسي ابطحي در سال 1312هجري شمسي در روستاي خورشهاب متولد شد. ايشان در سال 1333هجري شمسي جهت تحصيل علوم ديني روانه نجف اشرف  شد. در سال 1350به منطقه دشتي بازگشت و به فعالیت های مذهبی، سیاسی و فرهنگی پرداخت. از جمله فعالیت های ایشان می توان به تاسیس حوزه علمیه خورموج و تاسیس کتابخانه‌ مهدیه خورموج اشاره کرد. سيد موسي ابطحی در سال 1377 دارفاني را وداع گفت و در كتابخانه اش در خورموج دفن شد.